# Lucia Peretti
Lucia Peretti (n. 14 noiembrie 1990, Sondalo, Lombardia, Italia) este o sportivă ce a reprezentat Italia, medaliată olimpică. A participat la 3 ediții ale Jocurilor Olimpice (2010, 2014, 2018) în care a câștigat o medalie de argint și o medalie de bronz.